# Arthur Joseph Davis
Arthur Joseph Davis (21 mai 1878 - 22 juillet 1951) est un architecte britannique du début du XXe siècle. Après des études à l'École des beaux-arts de Paris, il s'associe au Français Charles Mewès pour former la société Mewès et Dawis. Ils conçoivent ensemble l'Hôtel Ritz de Londres, qui contribue à introduire l'architecture française au Royaume-Uni. Ils participent également à l'agrandissement de Luton Hoo, et de Polesden Lacey.
Seul, il conçoit les intérieurs du paquebot de la Cunard Line Aquitania, tandis que son collègue se charge dans le même temps de paquebots allemands concurrents. Le navire est particulièrement apprécié, et son style plébiscité. Après la Première Guerre mondiale, Davis conçoit plusieurs établissements bancaires londoniens. Son dernier travail consiste à concevoir les intérieurs du paquebot Queen Mary dans les années 1930.

## Constructions visibles à Londres
en tant qu'assistant de Charles Mewès
- 1899 : Hôtel Carlton de Londres.
- 1904-1905 : Hôtel Ritz, 150 Piccadilly (Londres) pour César Ritz.

en tant qu'associé (Mewès & Davis)
- 1906 : siège de la Royal Mail Steam Packet Company, 29-34 Cockspur Street, remanié, transformé, intégré en 2001 au Trafalgar Hotel mitoyen au 2 Spring Gardens.
- 1906-1907 : Inveresk House, siège du Morning Post 346, Strand, transformé en hôtel One Aldwych, surhaussé dans les années 1920.